# Winifred Mary Page
Winifred Mary Page (FLS) (11 de noviembre de 1887 - 9 de marzo de 1965) fue una botánica, micóloga, liquenóloga, taxónoma, conservadora, y exploradora inglesa.

## Algunas publicaciones
- winifred mary Page. 1955. British records no. 7. Ascozonus woolhopensis. Transactions of the British Mycological Society 38 (3): 302.

- -----------------------. 1956. British records. 12. Pleurage perplexens (Cain) C.Moreau. Transactions of the British Mycological Society 39 (2): 260, 1 fig.

- ------------------------. 1957. British records. 14-16. Pleurage fimbriata, P. glutinans, Sordaria barbata. Transactions of the British Mycological Society 40 (4): 536 - 537, 1 fig.

- ------------------------. 1960. Pleurage gwynne-vaughaniae sp. nov. Transactions of the British Mycological Society 43 (3): 506 - 508.

- ------------------------, w. Graddon. 1955. British records. 7-11. Transactions of the British Mycological Society 38 (3): 302 - 304, 1 fig.

### Libros
- . 2014.

## Honores

### Membresías
- 1951: de la Sociedad Linneana de Londres.[1]
- La abreviatura «W.M.Page» se emplea para indicar a Winifred Mary Page como autoridad en la descripción y clasificación científica de los vegetales.[6]